# IC 4785
IC 4785 је спирална галаксија у сазвјежђу Паун која се налази на листи објеката дубоког неба у Индекс каталогу.
Деклинација објекта је - 59° 15' 18" а ректасцензија 18h 52m 55,2s. Привидна величина (магнитуда) објекта IC 4785 износи 12,2 а фотографска магнитуда 13,0. Налази се на удаљености од 43,987 милиона парсека од Сунца. IC 4785 је још познат и под ознакама ESO 141-9, IRAS 18484-5918, PGC 62528.